# Якорь Матросова

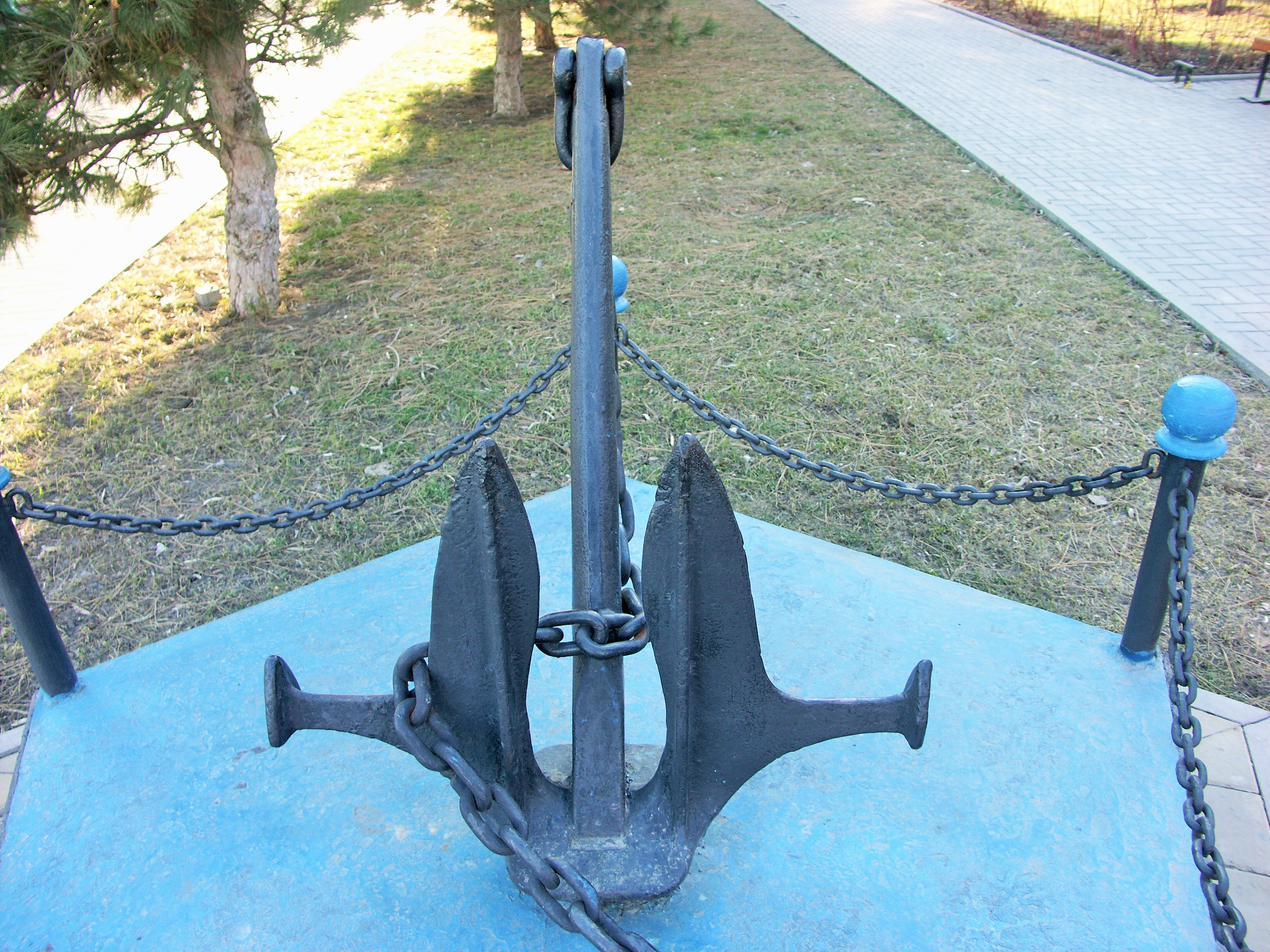
Якорь Матросова — памятный знак в Ростове-на-Дону

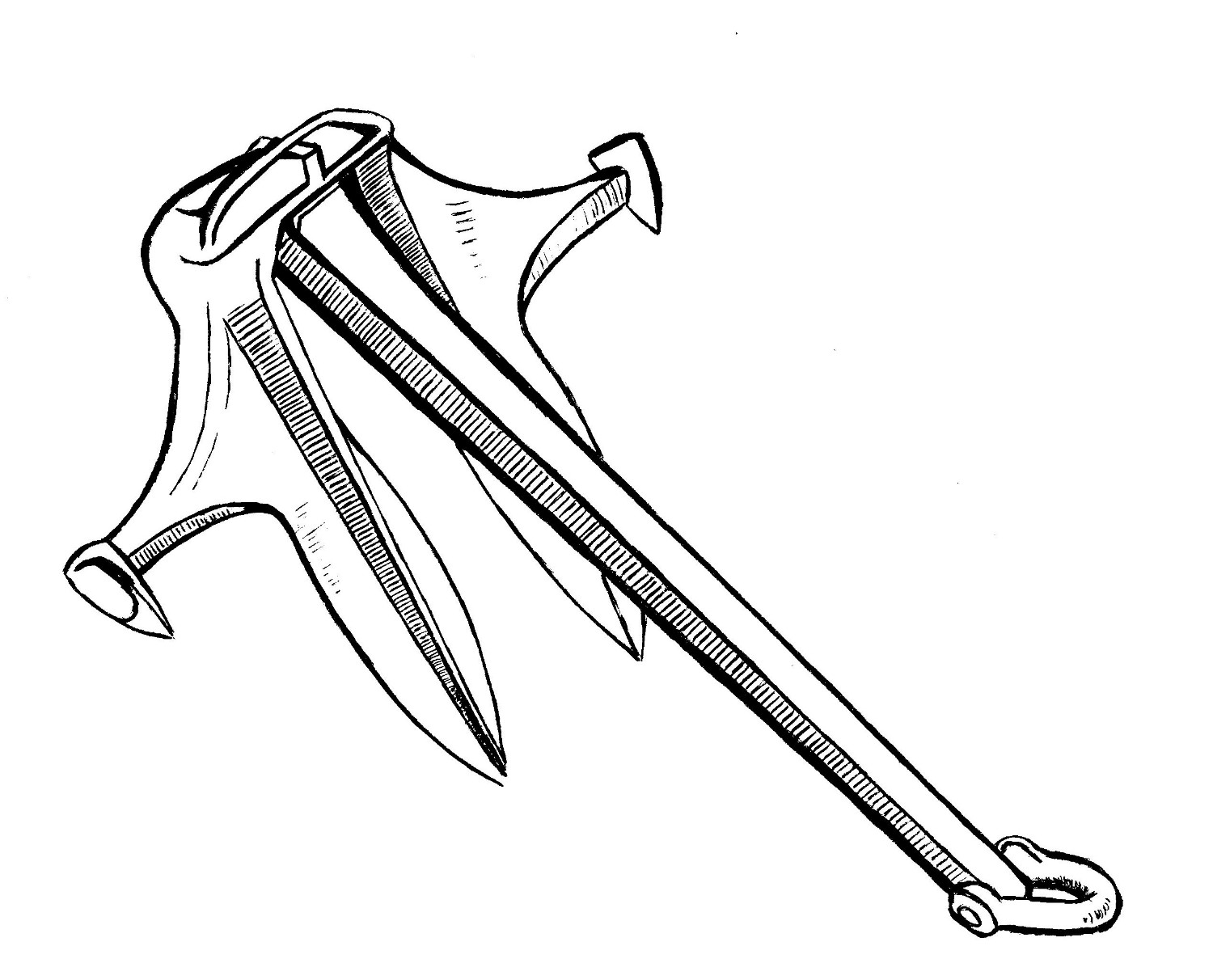
Якорь Матросова

Я́корь Матро́сова — один из типов якорей с повышенной держащей способностью. Изобретён в 1946 году советским инженером И. Матросовым.

## Конструкция и принцип действия
Якорь действует по принципу якоря Холла, но в значительной степени избавлен от его недостатков. Лапы якоря Матросова сближены и всему якорю придана обтекаемая форма, что позволяет ему глубже уходить в грунт. Для придания якорю устойчивости на внешних кромках лап были сделаны приливы (выросты) с фланцами на концах. Якорь входит в грунт по принципу кривошипного механизма — веретено поворачивается относительно боковых приливов так, что при натяжении якорь-цепи веретено действует как шатун, разворачивая лапы якоря по оси вращения. Якорь Матросова быстро входит в грунт («забирает») и не выходит из него при развороте судна на 360 градусов. Держащая сила этого якоря — в четыре с лишним раза больше, чем у адмиралтейского якоря такого же веса. Он надёжно держит судно на слабом песчано-илистом и очень устойчив на твёрдом мелкокаменистом грунте. Нашёл широкое применение на речном флоте. Может выполняться как литым, так и сварным.